# Liga de Mutantes
Mutant League (Liga de Mutantes, no Brasil) foi uma série animada criada em 1994, protagonziada por Bones Justice (Bones Jackson nos games), que durou apenas 2 temporadas exibidas até 1996. O desenho foi baseado nos jogos de videogame: Mutante Liga de Futebol e Mutante Liga de Hóquei.

## Sinopse
Durante um jogo de Futebol Americano acontece um terremoto que libera um gás produzido por lixo tóxico por todo continente fazendo com que os habitantes virassem mutantes. Assim é criado uma liga de super monstros chamada Liga de Mutantes, da qual Bones faz parte do time dos Monstros. O seu antagonista Zalgor Prigg domina quase todos os times dessa liga e usando de artimanhas para que Bones e seus companheiros não vençam. Prigg também está diretamente envolvido com o desaparecimento do pai de Bones.
Tão violento quanto nos games, o desenho animado mostra os personagens perdendo braços e pernas e até outras partes do corpo. Ao fim de cada partida, os jogadores que sofrem danos são levados até o aparelho rejuvenescedor.
Durante a série, os personagens sempre competiam nos variados tipos de esportes, entre eles: Futebol Americano, Hóquei, Corridas de Caminhão, Volei, Baseball, etc. Mantendo sempre a característica forte da série que era o desmembramento dos personagens.

## Sucesso no Brasil
No Brasil, o desenho foi exibido no Sábado Animado do SBT, entre os anos de 1996 e 1999, se tornando um dos desenhos mais lembrados e marcantes do programa. Nunca houve lançamentos da série em home vídeo, nem foram lançados produtos como bonecos de ação. O desenho possuía um teor de violência muito alto, os personagens acabavam sempre decepando uns aos outros, mas na época, não foram geradas polêmicas em torno disso, apesar do desenho ter sido engavetado pelo SBT por muitos anos. A dublagem do desenho foi realizada na Cinevídeo, sob a distribuição da Columbia TriStar International Television (atual Sony Pictures Television), com Bones Justice sendo dublado por Guilherme Briggs, o seu companheiro de time, o homem lagarto Razor Kid, era dublado por Clécio Souto, a dubladora Carmem Sheila deu voz a Sherry Steele, e o grande vilão Prigg recebeu a voz de Isaac Bardavid.

## Principais Personagens

### Midway Monsters
- Bones Justice: O protagonista do seriado, um esqueleto humanóide. Bones jogava pelo time Monstros, que foi seu único time na liga. Ele nunca tira seu óculos escuros e seus olhos ficam vermelhos quando está irritado. Às vezes mostra um temperamento difícil, porém capaz de aprender com os erros. Houve um episódio em que a arena é atingida por um gás venenoso, e ele mencionou que não necessita de respiração. Tinha um certo desentendimento com Sherry no começo, mas depois começou a gostar dela.
- Razor Kidd: Um mutante lagarto que foi descartado pelos Slayers e juntou-se aos Monstros. Ele e Bones eram rivais que se tornaram grandes e melhores amigos. Grande cuca fresca e tremendo paquerador.
- Mo & Spewster: Gêmeos trolls que dividem o mesmo cérebro.
- Darkstar: Um mutante muito forte, resistente e brutal. Apesar de tudo, acredita em jogo limpo.
- Thrasher: Primeiro componente do sexo feminino a participar da Liga. Filha de Malone. Ela se assemelha a uma gárgula com a pele de laranja e uma barbatana amarela sobre a parte superior de sua cabeça como o cabelo. À princípio é discriminada por ser mulher, mas Bones (a pedido de Malone) intercedeu à seu favor. Considera-se rival de Sheery por causa de Bones.
- Elanore McWhimple: Dona do time e membro da equipe de apoio dos Monstros.
- Malone: Empresário dos Monstros, posteriormente se torna o treinador da equipe. Era também o melhor amigo do pai de Bones.
- George McWhimple: Marido de Elanore McWhimple e treinador dos Monstros, função que ele passa depois para Malone.
- Slick Toxin: Um mutante do colegial recrutado para jogar no Monstros. Mesmo com grande talento para esportes, preferiu estudar.
- Cannonball: Um mutante com pernas robóticas, foi lançador da equipe.
- Slim Tunin: Ex-radical antimutante que se tornou um mutante ao cair no resido tóxico, sendo perseguido por sua ex-gangue e rejeitado até pela mãe. Em vista disso, Bones o convidou a fazer parte dos Monstros. Durante uma partida contra os Derangers, voltou ao normal e mesmo com pouca chance, ainda tentou trazer a vitória ao time.

### Slay City Slayers
- K.T. Slayer:  Mutante troll e braço direito de Prigg. Capitão da equipe Slayers. Ele é o principal rival de Bones.
- Jackie LaGrunge: Veterano, brutal e perigoso.

### Derangers
- Joe Magician: Capitão da equipe Derangers.
- Grim McSlam: Mutante de 4 braços.

### Screaming Evils
- Madman: Mutante hiena, capitão do Evils. É louco de pedra
- Madboy: Filho de Madman. É mais sentato e são do que o pai.

### Ooze
- Liquid Lazer: Capitão da equipe Ooze. Tende a ir contra as ordens do Prigg. Sua mutação permite virar líquido e voltar a sua forma física à vontade.
- Luci Lazer: Irmã de Liquid. Namorou Razor só por um episódio.

### Outros Personagens
- Bob Babble: Locutor da Liga de Mutantes.
- Sherry Steele: Repórter humana da Liga de Mutantes, secretamente aliada aos Monstros, por serem os únicos da Liga a serem honestos. Tornou-se grande amiga de Bones, muitas vezes agindo como sua base moral e consciência. No decorrer da série, ela se apaixona por Bones, mas só chega a admitir nos episódios finais, quando ele viaja pelo subterrâneo em busca de Razor, dado como desaparecido. No penúltimo episódio, Sherry e Bones finalmente ficam juntos.
- Butch Justice: Pai de Bones, desapareceu durante o terremoto e foi dado como morto, embora Bones acreditasse que ele ainda estava vivo. Reapareceu no fim do desenho, quando Bones partiu para procurar Razor e o achou como prisioneiro de Prigg. Infelizmente ele falece nos braços do filho ao acharem a saída. Como Bones, é um esqueletóide.
- Zalgor Prigg: Um ogro mutante. O comissário corruputo da Liga de Mutantes. Quando humano, era um empresário sedento de poder. O principal antagonista da série. Ele se alimenta de aranhas vivas que saem de uma caixa em forma de humidor em sua mesa. Ele também é um pouco controlado por um conjunto de "botões" que crescem para fora do topo de sua cabeça, que parecem plugs. Foi o responsável pelo lixo tóxico que causou as transformações;
- Kang: Um lobisomem, assistente pessoal de Prigg que frequentemente bate em sua porta para trazer más notícias. Tenta também ganhar algum dinheiro por fora, sendo empresário de algum atleta.
- Jukka: Um cientista que trabalha para Prigg. A sua pele é roxa e ele está sempre de óculos escuros. Ele cuida dos tanques de rejuvenescimento, e apesar de ser empregado por Prigg, muitas vezes já ajudou a equipe dos Monstros, como quando Bones perdeu as pernas e incentivou Slick Toxin a continuar estudando.

## Home video
Em 1996 foi lançado nos Estados Unidos, um compliado de episódios em formato de filme em VHS, com duração de 69 minutos, com o título de Mutant League: The Movie.

## Episódios
Foram produzidos 13 episódios para a 1ª temporada e 27 episódios para a 2ª temporada.
| 1ª Temporada (1994) 1. "Opening Kick-Off (Jul. 2, 1994) 2. "Frightening Disease" (Jul. 9, 1994) 3. "The Fugitive" (Jul. 16, 1994) 4. "The Teammate" (Jul. 23, 1994) 5. "Head of the Coach" (Jul. 30, 1994) 6. "Troublemakers" (Aug. 6, 1994) 7. "Collision Course" (Aug. 13, 1994) 8. "The Sumo Match" (Aug. 20, 1994) 9. "The Prize of Fame" (Aug. 27, 1994) 10. "Boneheads Whodunnit?" (Sep. 3, 1994) 11. "The Loser" (Sep. 10, 1994) 12. "Breakdown" (Sep. 17, 1994) 13. "All-Star Battle Royale" (Sep. 24, 1994) | 2ª Temporada (1995-1996) 1. "She's a Girl!" (Aug. 26, 1995) 2. "Razor's Wedge" (Sep. 2, 1995) 3. "The Great Madman" (Sep. 9, 1995) 4. "The Bones Justice Story" (Sep. 16, 1995) 5. "The Retirement" (Sep. 23, 1995) 6. "Until You Walked in My Shoes..." (Sep. 30, 1995) 7. "Scandalous Cad: Part 1" (Oct. 7, 1995) 8. "Scandalous Cad: Part 2" (Oct. 14, 1995) 9. "The Ultimate Breed" (Oct. 21, 1995) 10. "The Recruit" (Oct. 28, 1995) 11. "Enter the Skeletoid" (Nov. 4, 1995) 12. "Hooked on Buzz" (Nov. 11, 1995) 13. "Shoeless Lazer" (Nov. 18, 1995) 14. "All-Star Game" (Nov. 25, 1995) 15. "The Outing" (Dec. 2, 1995) 16. "The Mental Game" (Dec. 9, 1995) 17. "Role Model" (Dec. 16, 1995) 18. "Strike" (Dec. 23, 1995) 19. "The Fanatic" (Dec. 30, 1995) 20. "Ultra Fear" (Jan. 6, 1996) 21. "City Course" (Jan. 13, 1996) 22. "The Comeback" (Jan. 20, 1996) 23. "Love Story" (Jan. 27, 1996) 24. "In My Father's Name: Part 1" (Feb. 3, 1996) 25. "In My Father's Name: Part 2" (Feb. 10, 1996) 26. "Sudden Death" (Feb. 17, 1996) 27. "The Hall of Pain Awards" (Feb. 24, 1996) |

## Dubladores
- Bones Justice - Guilherme Briggs;
- Razor Kidd - Clécio Souto;
- Sherry Steele - Carmen Sheila;
- Zalgor Prigg - Isaac Bardavid;
- Trasher - Sônia Ferreira;
- Bob Babble - Carlos Seidl.
- Estúdio de dublagem - Cinevídeo;